# Facing Your Enemy
A Facing Your Enemy az At Vance tizedik stúdióalbuma, mely 2012. április 27-én jelent meg.
Az együttesnél ismét tagcsere történt, a basszusgitáros Wolfman Black helyét egy fiatal német, Chris Hill vette át. Távozott a dobos Alex Landenburg is, helyére Kevin Kott érkezett, igaz a lemezfelvétel még nem vele történt, hanem a Kamelot dobosával, Casey Grillo-val.

## Dalok
1. Heaven is Calling - 4:49
2. Facing Your Enemy - 4:30
3. Eyes of a Stranger - 3:42
4. Fear No Evil - 3:51
5. Live & Learn   - 3:31
6. Don't Dream - 5:23
7. See Me Crying - 6:04
8. Saviour - 3:38
9. Tokyo - 4:08
10. March of the Dwarf  - 1:52
11. Fame and Fortune   - 4:20
12. Things I Never Needed   - 3:43

## Az együttes tagjai
- Rick Altzi – ének
- Olaf Lenk – szólógitár, billentyűs hangszerek
- Chris Hill – basszusgitár
- Kevin Kott – dob